# ビシュエシュワル・プラサード・コイララ

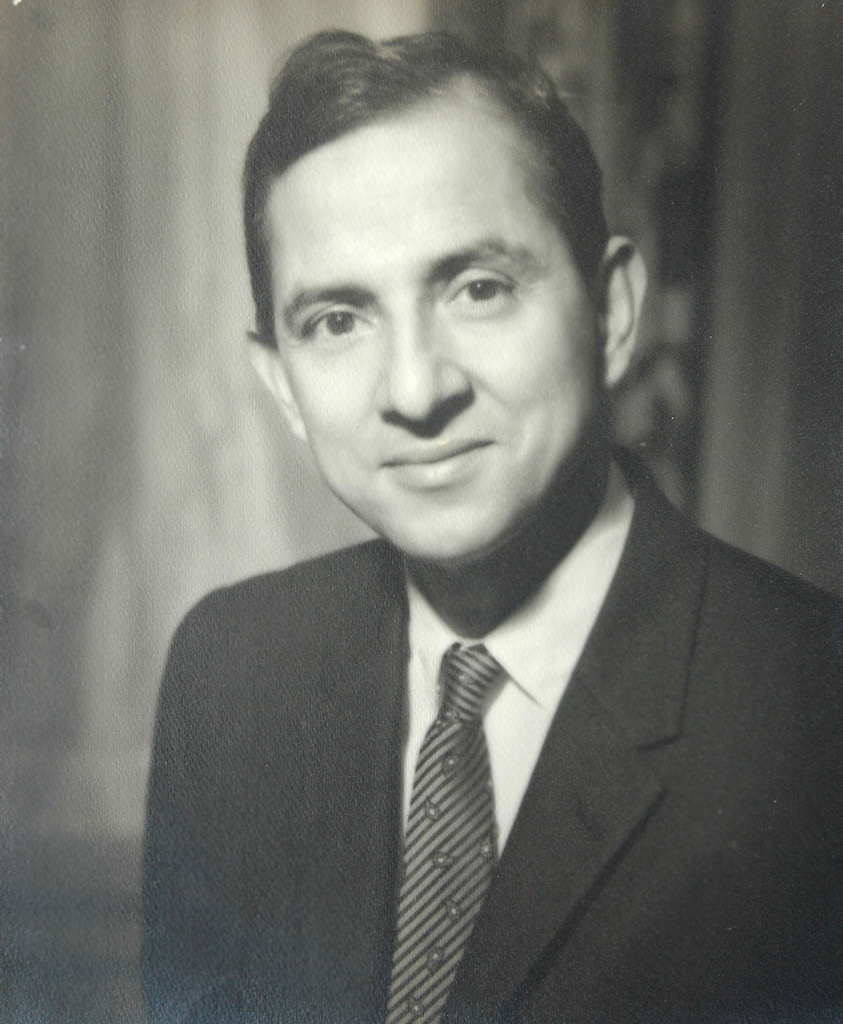
ビシュエシュワル・プラサード・コイララ

ビシュエシュワル・プラサード・コイララ（ネパール語: बिश्वेश्वर प्रसाद कोइराला、英: Bishweshwar Prasad Koirala、1914年9月8日 - 1982年7月21日）は、ネパール王国の政治家。第24代ネパール首相（在任：1959年5月27日 - 1960年12月15日）。B・P・コイララ、あるいは単にB・Pと呼ばれる。
ネパール会議派に所属。ネパール史上初めて国会から選ばれた首相。「B・P」の名で親しまれ、今も国民的な尊敬を集める政治家である。弟のギリジャー・プラサード・コイララは兄の名にちなんで「B.P.コイララ保健・科学大学」を設立している。

## 生涯

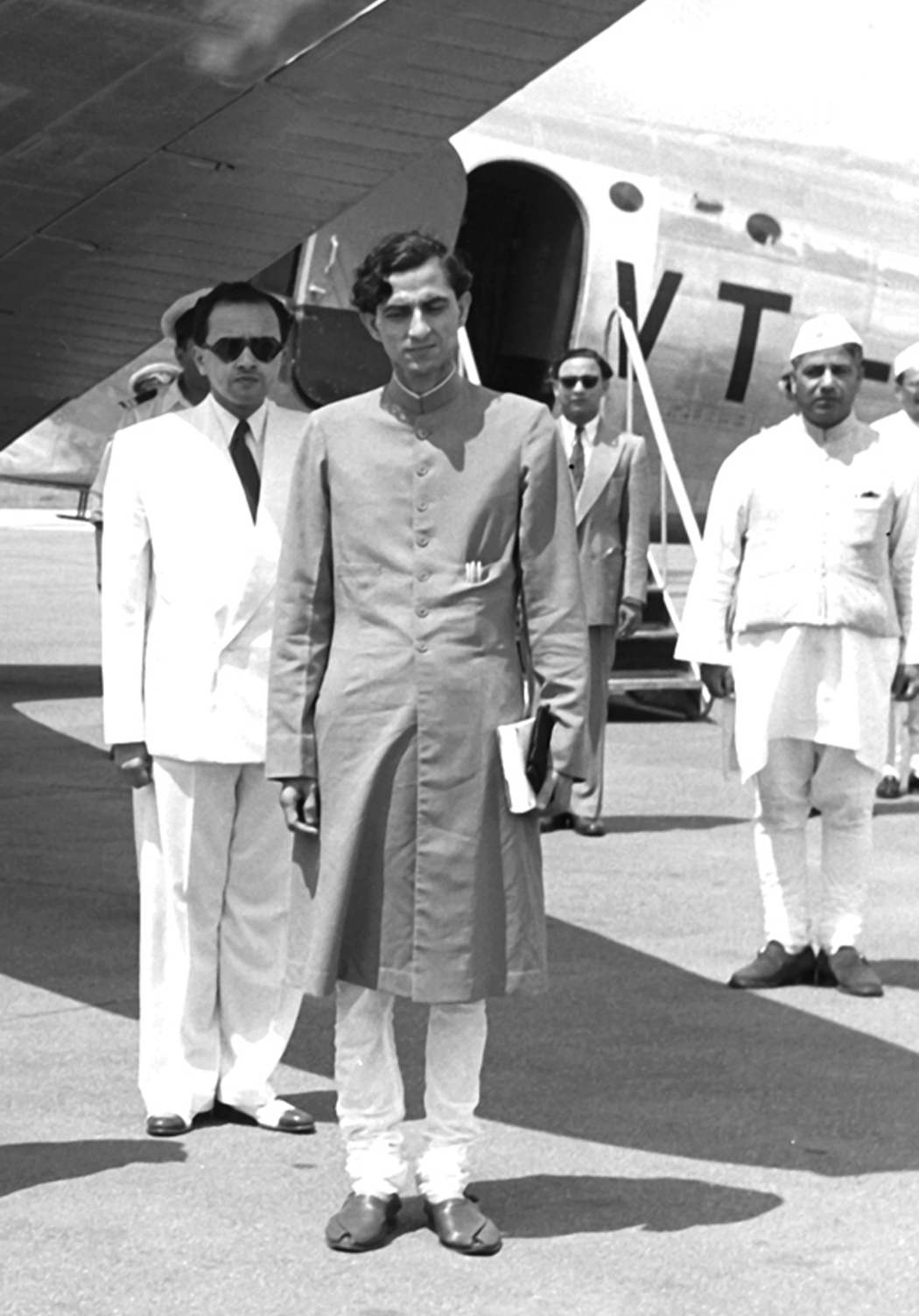
ビシュエシュワル・プラサード・コイララ

首相就任前はラナ家の独裁体制と戦い、会議派を率いてきた。ラナ家打倒後、国王との対立もあって首相には任命されなかった。
1959年、総選挙の結果、会議派が第一党となり、首相に選出された。
首相就任に当たり、マヘンドラ国王は妨害するが、インド政府に使者を送って助けを求め、その圧力で無事首相に就任する。
就任すると封建的土地制度の改革に着手、シャハ家やラナ家への課税、西ネパールのラージャ（地方権力）への課税など、民主的な改革を次々と推し進めた結果、封建勢力の反発を買い、マヘンドラ国王と対立。
1960年12月15日、マヘンドラ国王はクーデターを決行、内閣を罷免、コイララは投獄される。
1968年、釈放されるがインドに亡命。1976年ネパールに帰国。後半生は健康が悪化し、大部分が獄中生活と亡命生活であった。晩年の医師団の一員に、のちの大統領ラーム・バラン・ヤーダブがいた。
1982年7月21日、カトマンズで死亡した。

## 親族
兄のマートリカ・プラサード・コイララ、弟のギリジャー・プラサード・コイララもネパール首相を務めている。